# Пісерали
Пісера́ли (рос. Писералы, марій. Песеръял) — присілок у складі Гірськомарійського району Марій Ел, Росія. Входить до складу Єласівського сільського поселення.

## Населення
Населення — 23 особи (2010; 33 у 2002).
Національний склад (станом на 2002 рік):
- гірські марійці — 100 %